# Ripakaisenvuoma naturreservat
Ripakaisenvuoma naturreservat är ett naturreservat i Kiruna kommun i Norrbottens län.
Området är naturskyddat sedan 2024 och är 5 822 hektar stort. Reservatet ligger nordost om Vittangi och omfattar en våtmark med en sandås bevuxen med sandtallskog, tall finns även spritt i våtområdet och dess utkanter. Ån Ounisjoki rinner genom stora delar av området omgiven av sumpskog. 